# Victor Johnson
Pour les articles homonymes, voir Johnson.
Victor Louis Johnson, né le 10 mai 1883 à Aston Manor (Warwickshire), et mort le 23 juin 1951 à Sutton Coldfield est un coureur cycliste sur piste anglais. Lors des Jeux olympiques de 1908, il a remporté la médaille d'or des 660 yards. Il a également participé à la finale du tournoi de vitesse, annulée en raison du dépassement de la limite de temps. Il a été champion du monde de vitesse en 1908.

## Palmarès

### Jeux olympiques
- Londres 1908
  -  Champion olympique du 1/3 miles (660 yards)
  -  Médaillé d'argent du 2 miles

### Championnats du monde amateurs
- Leipzig 1908
  -  Champion du monde de vitesse amateurs

### Autres compétitions
- Muratti Gold Cup : 1912

## Sources
- (en) Cet article est partiellement ou en totalité issu de l’article de Wikipédia en anglais intitulé « Victor Johnson (cyclist) » (voir la liste des auteurs).